# Heinrich Peter (Hockeyspieler)
Karl-August Heinrich Peter (* 13. Juni 1910 in Heidelberg; † nach 1994) war ein deutscher Hockeyspieler.
Heinrich Peter spielte für den HC Heidelberg. Der Mittelfeldspieler debütierte 1930 in der deutschen Hockeynationalmannschaft. Bei den Olympischen Spielen 1936 in Berlin wirkte er in einem Spiel mit; er erhielt mit seinen Mannschaftskameraden die Silbermedaille. Insgesamt wirkte Heinrich Peter von 1930 bis 1938 in 5 Länderspielen mit. Er trat zum 11. Juni 1933 der SS bei (SS-Nummer 162.205).